# HMS Carlskronas långresa 1994/1995
HMS Carlskrona långreseexpedition 1994/1995 omfattade besök i Europa, Nordamerika och Sydamerika. Fartygschef var kommendörkapten Ulf Lublin.

## Resrutt
|   | Hamn                                          | Anlände          | Avgick           |
| - | --------------------------------------------- | ---------------- | ---------------- |
|   | Karlskrona                                    |                  | 6 december 1994  |
| 1 | Funchal, Portugal                             | 13 december 1994 | 17 december 1994 |
| 2 | La Guaira, Venezuela                          | 27 december 1994 | 31 december 1994 |
| 3 | Bequia Island, Sankt Vincent och Grenadinerna | 1 januari 1995   | 4 januari 1995   |
| 4 | Isla Cozumel, Mexiko                          | 9 januari 1995   | 11 januari 1995  |
| 5 | Veracruz, Mexiko                              | 13 januari 1995  | 17 januari 1995  |
| 6 | Charleston, USA                               | 22 januari 1995  | 26 januari 1995  |
| 7 | Bordeaux, Frankrike                           | 7 februari 1995  | 11 februari 1995 |
|   | Karlskrona                                    | 17 februari 1995 |                  |